# Galerie K.I.S.
Galerie Kunst in Serie (K.I.S.) is een voormalige galerie voor hedendaagse vormgeving in Amsterdam. De galerie was gevestigd in de Paleisstraat in Amsterdam, in het voormalig Handelsbladcomplex.

## Historie

### Voorgeschiedenis
Galerie K.I.S. opende in 1990 haar deuren in het voormalig Algemeen Handelsbladgebouw aan de Paleisstraat tussen de Spuistraat en de Nieuwezijds Voorburgwal. Na het vertrek van het Algemeen Handelsblad in 1977, was het pand nog geen jaar later gekraakt in 1978. In de tachtiger jaren waren Peter Giele en David Veldhoen de roemruchte galerie Amok/Aorta begonnen.
In 1987 besloot de gemeente het pand te verbouwen tot bijna 100 wooneenheden en een zevental winkelruimtes. In 1990 vestigde zich naast een boekhandel en een groentewinkel, een werkplaats annex galerie voor vormgevers, galerie Kunst In Serie (KIS) genoemd. Zij vestigde zich in en rondom de voormalige Aorta tentoonstellingsruimte, en was gestart door ontwerper Jan Muller.
De galerie had als doel jonge ontwerpers een kans te geven hun werk te tonen aan het grote publiek. De eerste tentoonstelling toonde dan ook 14 net afgestudeerde meubelmakers uit de stad van de Rietveld Academie, Academie d'Witte Lelie, en de plaatselijke MTS onder de titel "Amsterdamse School." In de opvolgende jaren zouden nog vele presentaties van eindexamenwerk uit het hele land volgen.

### Tentoonstellingen
De ruimte van Galerie Kunst in Serie was bij elkaar 620 m² groot, en omvatte een winkelruimte aan de straatkant, een expositieruimte daarachter en vijftal studio's in de bovenverdieping. Er was een tentoonstellingsprogramma opgesteld met experimentele vormgeving. Zo was 1991 begonnen met een expositie gewijd aan licht, gevolgd door een expositie met Rotterdamse ontwerpers, en daarna een expositie rondom wiskunde in de vormgeving, genaamd Q.E.D. ofwel Quod erat demonstrandum. Na de zomer volgde een nieuwe presentatie van Amsterdams examenwerk.

### Beurspresentaties
In de daaropvolgende jaren ging galerie KIS een landelijke samenwerking aan met andere designinitiatieven, onder andere in Leiden, Rotterdam en Groningen, onder de naam Artful Facilities. Samen met het Antwerp Expo werd in 1994 de beurspresentatie Casa Europea opgezet met vrije vormgeving uit Nederland, België, Frankrijk en Duitsland.
In samenwerking met Wim van Krimpen en de Prins Bernhardhoeve werd later in 1994 aldaar een vergelijkbare beurspresentatie gehouden op de Interieur '94 onder de naam Droom Design. Deze beurspresentatie werd daarna nog enige jaren verzorgd. Ook ging galerie KIS met een aantal ontwerpen de volgende jaren naar Londen, waar ze zich als Craft Design presenteerden.

### Verdere verloop
Na een eerste decennium van presentaties in de galerie en verder in binnen- en buitenland, richtte de galerie zich na 2000 weer op haar kerntaken: het bieden van een broedplaats. Gedurende bijna 15 jaar bleef de winkel van Galerie KIS open, maar er werden in deze tijd geen exposities gehouden. Na een make-over in 2015 werd dit weer in gang gezet. Na een dreigend einde in 2017 is de galerie in 2018 definitief gesloten.
In 2018 werd op deze locatie het Vrij Paleis geopend. In 2025 werd daar een werk van de Amerikaanse graffitikunstenaar Phase 2, dat onder een witte verflaag verborgen was, hersteld door restaurateur Antonio Rava. De gemeente Amsterdam verleende daartoe een subsidie. Het werk was in 1992 gemaakt in Galerie K.I.S. door Phase 2 in samenwerking met de graffitikunstenaars Pistol, Coco en Bama. Ze waren voor een Europese tour samengebracht door Jan Muller en de Hugo Martinez Gallery uit New York. Een ander werk uit deze productiesessie is in 2022 opgenomen in de collectie van het Groninger Museum.

## Exposities, een selectie
- 1990. Amsterdamse School, met eindexamenwerk.[2]
- 1991. Q.E.D. Quod Erat Demonstrandum.[6]
- 1992. Tentoonstelling Speelspul.[14]
- 1992. Kunst op de vloer.[15]
- 1992. Tentoonstelling Berlin-Berlijn.[16]
- 1993. Licht '93, in Amsterdam en Rotterdam.[17]
- 1994. Vormlust, erotiek in design,[18]
- 1995. Jonge Nederlandse ontwerpers.[19]
- 1997. Waaraan hangt de hangmat.[20]